# شیلد صورت

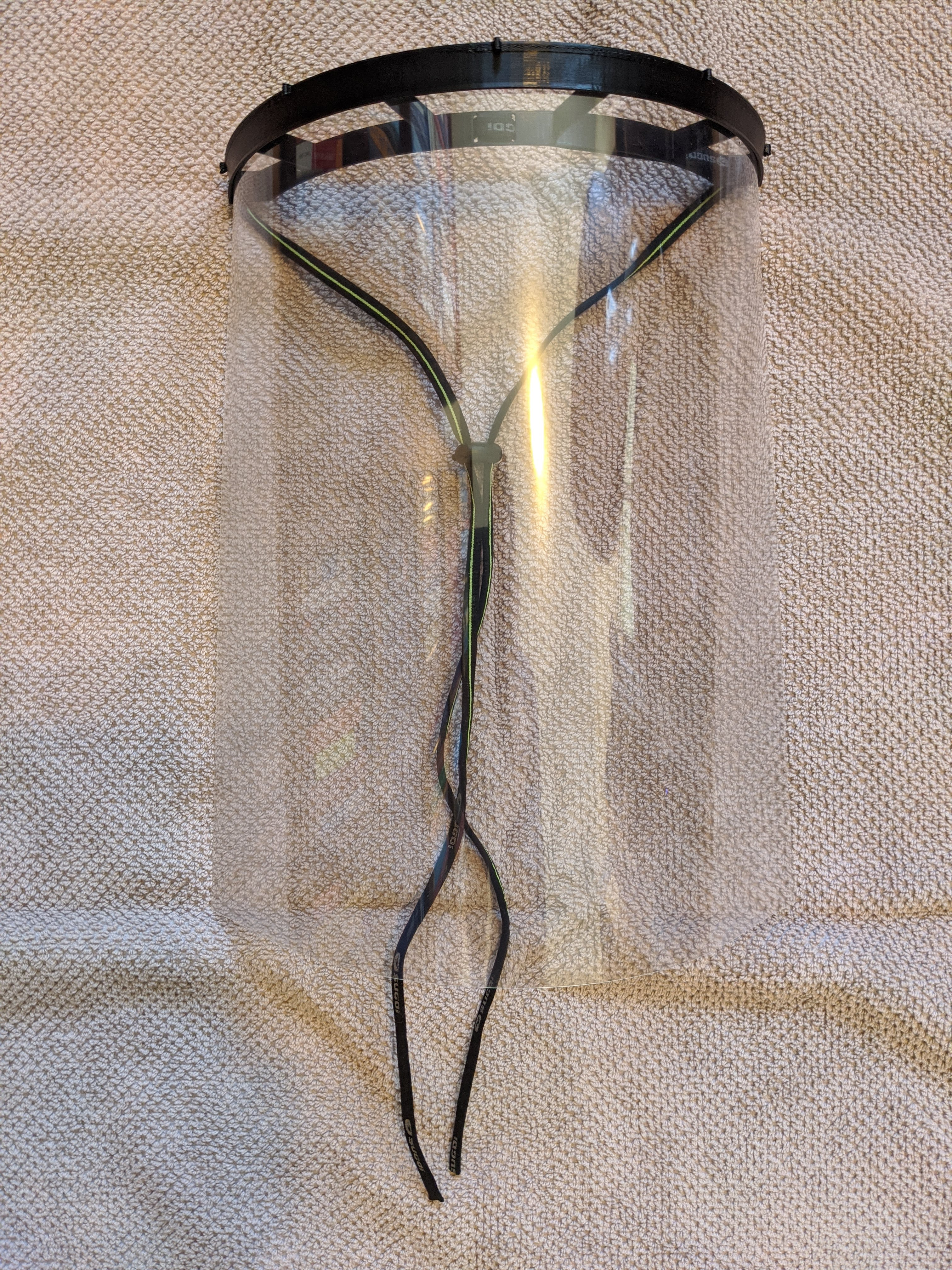
یک سپر صورت بلند که از طناب برای بسته‌شدن استفاده می‌کند

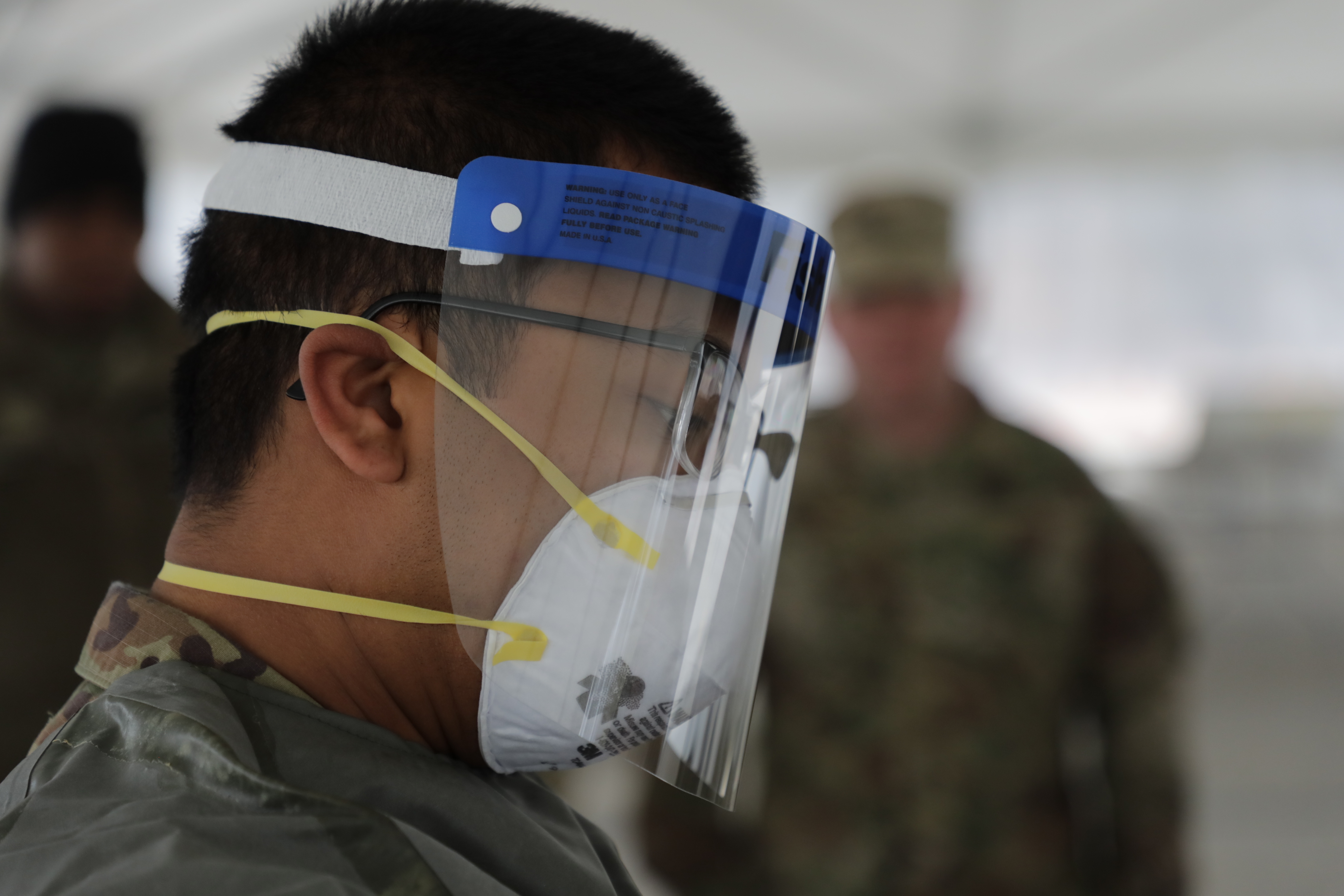
یک سپر صورت متوسط که از کِش برای بسته‌شدن استفاده می‌کند

نماد سپر صورت

محافظ صورت یا سِپَرِ صورت که به آن شیلد محافظ صورت یا تنها شیلد صورت هم گفته می‌شود (از انگلیسی: face shield) یک نوع از سپر است که برای محافظت صورت در برابر خطرات گوناگون مانند پرتاب ذرات حاصل از جوشکاری و بُرِش، پرتاب ذرات مصالح در ساختمان‌سازی، پرت‌شدن خون در حین جراحی، پرتاب مواد در حین کار در آزمایشگاه، بیماری‌های ویروسی و غیره استفاده می‌شود.